# Canton de Rohan
Le canton de Rohan est une ancienne division administrative française, située dans le département du Morbihan et la région Bretagne.

## Composition
Le canton de Rohan regroupait les communes suivantes :
| Nom               | Code Insee | Intercommunalité       | Superficie (km2) | Population (dernière pop. légale) | Densité (hab./km2) |
| ----------------- | ---------- | ---------------------- | ---------------- | --------------------------------- | ------------------ |
| Rohan (chef-lieu) | 56198      | CC Pontivy Communauté  | 23,43            | 1 665 (2014)                      | 71                 |
| Bréhan            | 56024      | CC Pontivy Communauté  | 51,65            | 2 330 (2014)                      | 45                 |
| Crédin            | 56047      | CC Pontivy Communauté  | 33,74            | 1 522 (2014)                      | 45                 |
| Lantillac         | 56103      | CC Ploërmel Communauté | 7,72             | 308 (2014)                        | 40                 |
| Pleugriffet       | 56160      | CC Pontivy Communauté  | 38,49            | 1 209 (2014)                      | 31                 |
| Radenac           | 56189      | CC Pontivy Communauté  | 21,65            | 1 018 (2014)                      | 47                 |
| Réguiny           | 56190      | CC Pontivy Communauté  | 27,92            | 1 929 (2014)                      | 69                 |

## Représentation

### Conseillers généraux de 1833 à 2015
| Période | Période      | Identité                                                  | Étiquette            | Qualité                                                                                               |
| ------- | ------------ | --------------------------------------------------------- | -------------------- | --- |
| 1833    | 1844 (décès) | Pierre Jean Alexandre Pégorier (ca 1770-1844)             |                      | Ancien officier de cavalerie, percepteur Propriétaire à Saint-Samson (La Ville Moizan) Maire de Rohan |
| 1844    | 1848         | François Marie Auguste Richard (1802-1874)                |                      | Notaire à Rohan                                                                                       |
| 1848    | 1868 (décès) | Comte Emile Hippolyte Lévesque de la Ferrière (1801-1868) |                      | Propriétaire du château de Coêthuan à Bréhan-Loudéac                                                  |
| 1869    | 1882 (décès) | Louis Rouault de La Vigne (1840-1882)                     | Droite               | Percepteur, propriétaire, maire de Rohan                                                              |
| 1883    | 1889         | Charles Fanneau de La Horie (1831-1905)                   | Droite               | Propriétaire à Rohan                                                                                  |
| 1889    | 1919         | Joseph du Verger de Cuy                                   | Droite               | Propriétaire, maire de Réguiny (1878-ca1910)                                                          |
| 1919    | 1937 (décès) | Paul Daubert                                              | URD                  | Médecin à Rohan                                                                                       |
| 1937    | 1940         | Vincent Guillot                                           | URD                  | Agriculteur - Maire de Crédin (1925-1945), conseiller d'arrondissement                                |
|         |              |                                                           |                      | |
| 1945    | 1961         | Léon Jégorel                                              | MRP puis DVD         | Agriculteur Maire de Crédin (1945-1961) Député (1956-1958)                                            |
| 1961    | 1979         | Eugène Lorillé (1906-1984)                                | UNR puis RI puis DVD | Maire de Pleugriffet (1947-1983)                                                                      |
| 1979    | 1998         | Jean Saulnier                                             | UDF                  | Médecin Maire de Bréhan                                                                               |
| 1998    | 2015         | Pierre Le Teste                                           | DVD>UMP              | Cadre de banque - Maire de Crédin (1989-2020)                                                         |

Un nouveau découpage territorial du Morbihan entre en vigueur à l'occasion des élections départementales de 2015. Il est défini par le décret du 21 février 2014, en application des lois du 17 mai 2013 (loi organique 2013-402 et loi 2013-403).

En vertu de ce nouveau découpage, les communes du canton de Rohan, à l'exception de la commune de Lantillac ont intégré le nouveau canton de Grand-Champ, dont le bureau centralisateur est situé à Grand-Champ.

### Conseillers d'arrondissement (de 1833 à 1940)
Le canton de Rohan appartenait à l'arrondissement de Ploërmel jusqu'à sa disparition en 1926.
| Période                                  | Période      | Identité                       | Étiquette       | Qualité |
| ---------------------------------------- | ------------ | ------------------------------ | --------------- | --- |
| 1833                                     | 1841 (décès) | M. Le Texier                   |                 | Juge de paix à Rohan                                                                                        |
| 1842                                     | 1845         | François Mathieu Marie Dahirel |                 | Avocat, propriétaire à Réguiny                                                                              |
| 1845                                     | 1848         | Joachim Guillemin              |                 | Maire de Réguiny                                                                                            |
|                                          |              |                                |                 | |
| 1877                                     |              | Jean-Marie Le Breton           |                 | |
|                                          |              |                                |                 | |
| 1895                                     | 1923 (décès) | Benoît Le Breton (1858-1923)   | Conservateur    | Expert-arpenteur, maire de Radenac                                                                          |
| 1923                                     | 1937         | Vincent Guillot                | Union nationale | Agriculteur, maire de Crédin                                                                                |
| 1937                                     | 1940         | Gabriel Allio (1902-1968)      | Rép.Ind.        | Maire de Bréhan-Loudéac                                                                                     |
| 1940                                     |              |                                |                 | Les conseils d'arrondissement ont été suspendus par la loi du 12 octobre 1940 et n'ont jamais été réactivés |
| Les données manquantes sont à compléter. |              |                                |                 | |

## Démographie
| 1962  | 1968  | 1975  | 1982  | 1990  | 1999  | 2006  | 2011  | 2012  |
| ----- | ----- | ----- | ----- | ----- | ----- | ----- | ----- | ----- |
| 9 712 | 9 645 | 9 554 | 9 390 | 8 988 | 8 981 | 9 422 | 9 823 | 9 875 |